# Swing
Swing je glasbena zvrst, ki označuje obdobje džeza od 1930 do 1945, za katerega je značilna ritmično-melodična napetost zaradi razlike med osnovnim in spreminjajočim se ritmom izvajanja.
Swing se je kot suverena glasbena zvrst pojavil v zgodnjih 20. letih 20. stoletja. Ko pa so združili sile najvidnejši big bendi in plesni bendi v sredini 30. let, se je pričelo obdobje razcveta. Vodje takih bendov, kot npr. Benny Goodman, so postali najstniški idoli, glasbeni stil pa so zaznamovali s kombinacijo spisanih partitur in improviziranih solov. Nat »King« Cole je vodil kasneje velikokrat poustvarjan piano trio in z vokalisti, kot je Frank Sinatra, prinesel swingovske ideale v takrat (med  1950 in 1960) popularne orkestralne posnetke.